# 백자 청화초화문 필통
백자 청화초화문 필통(白磁 靑畵草花文 筆筒)은 서울특별시 용산구 삼성미술관 리움에 있는 조선시대의 백자이다. 1991년 1월 25일 대한민국의 보물 제1059호로 지정되었다.

## 개요
조선 후기 만들어진 문방구류의 일종으로 종이를 담아두는 통으로, 크기는 높이 16cm, 아가리 지름 13.1cm, 밑지름 12.6cm이다.
원통형을 하고 있으며 겉모습은 간결하면서도 당당하다. 아랫부분 굽 위에 한줄의 푸른색 선을 두르고, 그 위로 세 곳에 활짝 핀 난초 한 포기씩을 소박하고 세련된 필치로 그려 놓았다. 난초문양은 밝은 청색으로 더욱 깔끔하고 담백한 느낌을 준다. 유약은 옅은 청색을 띠는 흰색 유약으로 전체에 고르게 발라졌다.
유약의 형태나 청색문양으로 보아, 18세기 전반에 광주 금사리 가마나 이 보다 조금 늦은 시기의 분원리 가마에서 제작된 것으로 보인다. 조선 후기 경기도 광주지방에서 제작된 종이를 담아두는 통 가운데에서 형태나 문양, 유약을 바른 모양이 가장 빼어난 작품이다.

## 참고 자료
- 백자 청화초화문 필통 - 국가유산청 국가유산포털